# Bukit Mertajam
Bukit Mertajam là một thị trấn và trung tâm hành chính của Huyện Trung Seberang Perai ở Seberang Perai, Penang, Malaysia. Nó cũng là chỗ ngồi của chính quyền địa phương Seberang Perai - Hội đồng thành phố Seberang Perai. Tính đến năm 2010, Bukit Mertajam có tổng cộng 13.097 người.
Trong khi được thành lập vào thế kỷ 19 như một thị trấn nông nghiệp, Bukit Mertajam cũng phát triển thành một trung tâm giao thông, sau khi hoàn thành một tuyến đường sắt hướng tới Perai vào cuối thế kỷ. Cho đến ngày nay, ga đường sắt của thị trấn vẫn là một ga đường sắt Malayan chính trong Seberang Perai.
Bukit Mertajam cũng nổi tiếng với hội thánh Công giáo, nằm ở nhà thờ St. Anne. Nhà thờ là một trong những địa điểm trọng tâm trong khu vực Đông Nam Á cho lễ kỷ niệm Novena hàng năm.